# I Got Love
«I Got Love» es una canción grabada por la cantante surcoreana Taeyeon para su primer álbum de estudio My Voice (2017). Las letras de la canción fueron escritas por Kenzie, quien también compuso su música con Thomas Troelsen y Eyelar. «I Got Love» fue descrita como una canción de pop y R&B con elementos de trap. El 18 de febrero de 2017 se lanzó un vídeo musical de la canción como una herramienta para la promoción de My Voice, mientras que la canción se lanzó digitalmente junto con la publicación del álbum el 28 de febrero. «I Got Love» recibió críticas positivas de música. Críticos, que notaron sus estilos por ser experimentales y mostrar las voces únicas de Taeyeon. La canción se posicionó en el vigésimo lugar en la lista Gaon Digital Chart de Corea del Sur y acumuló más de un millón de streams en su primera semana de lanzamiento. También ocupó la novena posición en World Digital Songs de Billboard.

## Antecedentes
Desde que debutó como solista en octubre de 2015 con su exitoso EP I, además de sencillos digitales «Rain» y «11:11», la cantante surcoreana Taeyeon ha aumentado su fama y se estableció como la celebridad en solitario más popular del país en 2016. El 14 de febrero de 2017, la agencia de Taeyeon, S.M. Entertainment, anunció que su primer álbum de estudio sería lanzado a fines de febrero. Un día después, la agencia lanzó fotos promocionales y un teaser del vídeo musical de una nueva canción titulada «I Got Love», que se convertiría en la canción prelanzada del álbum.

## Composición
«I Got Love» fue descrita por S.M. Entertainment como una canción de «R&B urbano». Sin embargo, Tamar Herman de Billboard lo describió como una canción pop con influencias de trap y R&B.

## Recepción
Tamar Herman de Billboard opinó que «I Got Love» ayudó a exhibir «un lado más maduro» de Taeyeon ya que sus estilos musicales «atípicos» se centran más en la «actuación y letras apasionadas» de Taeyeon, en lugar de su «lado sentimental» como se muestra a través de canciones anteriores que incluyen a «I» y «11:11». Chester Chin de The Star fue positivo hacia los estilos experimentales de la canción y escribió que «arroja luz sobre una estrella pop feroz y descarada».
«I Got Love» debutó en la vigésima posición de Gaon Digital Chart durante la semana que finalizó el 4 de marzo de 2017. Dentro de la primera semana de lanzamiento, la canción vendió 75 233 unidades digitales y más de un millón de streams a través de los servicios de música en línea de Corea del Sur. La semana siguiente, «I Got Love» bajó 51 posiciones y se posicionó en el número 71 en la Gaon Digital Chart, acumulando 23 153 descargas y 905 873 streams. La canción, además, debutó en el número 9 en Billboard World Digital Songs.

## Posicionamiento en listas
| Lista (2017)                            | Mejor posición |
| --------------------------------------- | -------------- |
| Corea del Sur (Gaon)                    | 20             |
| Estados Unidos (US World Digital Songs) | 9              |

## Ventas
| Región               | Ventas |
| -------------------- | ------ |
| Corea del Sur (Gaon) | 98 386 |